# James Blair (Politiker)
James Blair (* um 1790 im Lancaster County, Province of South Carolina; † 1. April 1834 in Washington, D.C.) war ein US-amerikanischer Politiker. Zwischen 1821 und 1834 vertrat er zwei Mal den Bundesstaat South Carolina im US-Repräsentantenhaus.

## Werdegang
Blairs genaues Geburtsdatum ist unbekannt. Er war schon in seiner Jugend als Pflanzer tätig. Zwischenzeitlich war er als Sheriff Polizeichef im Lancaster County. Politisch wurde er Mitglied der Demokratisch-Republikanischen Partei. 1820 wurde er im neunten Wahlbezirk von South Carolina in das US-Repräsentantenhaus in Washington gewählt. Dort trat er am 4. März 1821 die Nachfolge von Joseph Brevard an. Blair übte dieses Mandat aber nur bis zu seinem Rücktritt am 8. Mai 1822 aus.
Im Verlauf der 1820er Jahre schloss er sich dem späteren US-Präsidenten Andrew Jackson an und wurde Mitglied in dessen Demokratischer Partei. Bei den Kongresswahlen des Jahres 1828 wurde Blair im achten Distrikt von South Carolina erneut in den Kongress gewählt. Nach zwei Wiederwahlen konnte er bis zu seinem Tod am 1. April 1834 im Kongress verbleiben. Diese Zeit war unter anderem von den Spannungen zwischen dem Staat South Carolina und der Bundesregierung bestimmt. Der Konflikt gipfelte in der Nullifikationskrise. Andere Diskussionsthemen jener Zeit waren die umstrittene Durchführung des Indian Removal Act und die Bankenpolitik von Präsident Jackson.
Es gibt zwei Tagebuch-Einträge des früheren Präsidenten John Quincy Adams, die James Blair betreffen. Am 24. Dezember 1833 schrieb Adams, Blair habe einen Zeitungsverleger niedergeschlagen und schwer verletzt. Dafür wurde er mit einer Geldstrafe von 300 Dollar belegt. Am 2. April 1834 schrieb Adams, Blair habe sich am Vortag erschossen. James Blair wurde auf dem Kongressfriedhof in Washington beigesetzt.